# Berberomeloe
Berberomeloe is een geslacht van kevers uit de familie oliekevers (Meloidae).
Het geslacht is voor het eerst wetenschappelijk beschreven in 1989 door Bologna.

## Soorten
Het geslacht omvat de volgende soorten:
- Berberomeloe insignis (Charpentier, 1818)
- Berberomeloe majalis (Linnaeus, 1758)